# مانا دی
مانا دی (انگلیسی: Manna Dey؛ ۱ مهٔ ۱۹۱۹ – ۲۴ اکتبر ۲۰۱۳) یک خواننده اهل هند بود.
وی در بسیاری از فیلم‌های هندی به خوانندگی پرداخته است که میتوان به فیلم‌های شعله، تمنا، کابلی والا، پلکی، زنجیر، دیوار، آمر اکبر آنتونی، مینو، اوساکا و گوریا اشاره کرد.